# Adriano Varrica
Adriano Varrica (Palermo, 4 settembre 1982) è un politico italiano.

## Biografia
È nato a Palermo nel 1982. Ha studiato presso l'Università della sua città, conseguendo la laurea specialistica in economia e gestione del territorio e del turismo.
Tra il 2008 e il 2010 ha svolto attività di ricerca presso il Dipartimento di Scienze Economiche e Finanziarie dell'Università di Palermo sul tema del management pubblico, completando il percorso con la pubblicazione di un libro sull'esperienza gestionale del Parco archeologico e paesaggistico della Valle dei templi di Agrigento. Nel 2010 ottiene diversi riconoscimenti per l'attività di ricerca svolta, tra cui, a livello nazionale, il premio Mumex, promosso dal Ministero per i beni culturali e dal Ministero per lo sviluppo economico.

## Attività politica
Ha iniziato il suo attivismo politico nel 2007 come organizzatore del primo V-day a Palermo. A partire dal giugno 2010 fino al marzo 2017 è stato consulente parlamentare lavorando al Parlamento Europeo tra Bruxelles e Strasburgo e, successivamente, con incarichi territoriali (al Parlamento Europeo e alla Camera dei deputati). Tra maggio 2012 e giugno 2014 è stato anche Coordinatore di Stop Vivisection, un’Iniziativa dei Cittadini Europei (ECI) che ha raccolto più di 1.200.000 firme per un cambiamento del paradigma nella ricerca biomedica e tossicologica. 
Nel gennaio 2018, a seguito delle votazioni tra gli iscritti al Movimento 5 Stelle, è risultato il più votato divenendo così il capolista del collegio plurinominale che comprende i Comuni di Palermo, Isola delle femmine, Capaci, Torretta e Ustica alle elezioni politiche dello stesso anno.

## Incarichi istituzionali
Nel marzo 2018, viene eletto deputato della XVIII legislatura della Repubblica Italiana con il Movimento 5 Stelle, componente della Commissione VIII "Ambiente, territorio e lavori pubblici". Dal 20 luglio 2018, ha ricoperto per un anno l'incarico di Vice Presidente del Gruppo Parlamentare Movimento 5 stelle con responsabilità dell'area economica.

## Riconoscimenti
- Premio Mumex promosso dal Ministero per i beni culturali e dal Ministero dello Sviluppo Economico per la migliore tesi di laurea a livello nazionale sul tema “Gestione integrata dei beni museali” (2010) Archiviato il 17 giugno 2020 in Internet Archive..
- Premio «Banco di Sicilia» per i migliori progetti di ricerca 2005-2008 dell’Ateneo di Palermo.
- Premio «Valle dei Templi» per il miglior progetto di ricerca nazionale sulla gestione del parco archeologico e paesaggistico di Agrigento.

## Pubblicazioni
- Siti archeologici e management pubblico in Sicilia: l’esperienza del Parco Valle dei Templi (2010, Franco Angeli, Milano).